# Szkoła Bombardierów
Szkoła Bombardierów – szkoła wojskowa istniejąca w Królestwie Kongresowym; kształciła kadrę podoficerów artylerii; mieściła się w koszarach gwardii wołyńskiej 

## Charakterystyka szkoły
Jej komendantem był porucznik Grabowski z 4. lekkiej kompanii artylerii. Wśród nauczycieli wyróżnić można było: porucznika Wincentego Nieszokocia, podporucznika Janusza Czetwertyńskiego czy podporucznika Antoniego Chajęckiego. Do swojej dyspozycji szkoła miała 4 działa (2 12-funtowe i 2 6-funtowe). Znajdowały się one w obozie na Powązkach. Uznaje się, że szkołę ukończyły łącznie 62 osoby.

## Szkoła Bombardierów w czasie Nocy Listopadowej
Do boju w Noc Listopadową wyruszyli również uczniowie Szkoły Bombardierów. Im najtrudniej było się przyłączyć do powstania, ponieważ ich szkoła mieściła się w koszarach gwardii wołyńskiej. Rosyjscy żołnierze mogli ich powstrzymać. Tak się jednak nie stało. Uczniów wyprowadzili podporucznicy: Janusz Czetwertyński i Antoni Chajęcki. 
Dalej poprowadził ich porucznik Nieszokoć. Pod jego komendą kadeci zabrali cztery działa ze szkoły, konie oraz amunicję. Podążyli do centrum Warszawy.  
Po drodze, jak zapisał w swym pamiętniku Władysław Zamoyski kolumna ze Szkoły Bombardierów spotkała i ostrzelała jego brata Zdzisława Zamoyskiego: "W drodze natrafił na maszerującą szkołę bombardyerów. Prowadził ją kapitan NIeszokoć, który poznawszy Zdzisława, zaczął go namawiać, by się dalej nie puszczał i przy nim pozostał. Zdzisław tłomaczył się, że powinnością jego stanąć przy swoim batalionie i po chwili wypuścił konia i umknął. Strzelono za nim z pistoletu, sądząc po towarzyszącym mu kozaku, że do wybuchu przystąpić nie myśli". 
Koło kościoła pod wezwaniem świętego Aleksandra marsz Szkoły Bombardierów zakończył się. Wpadli w ręce oddziałów wiernych Konstantemu. Tak tą scenę zapamiętał Władysław Zamoyski: "Pułk strzelców ruszył ku miastu. Szli na czele jenerał Krasiński, dowódca gwardyi, i jenerał Kurnatowski, dowódca tego pułku, ja przy nich. Zaledwo doszliśmy do św. Alexandra z zamiarem wnijścia na Nowy Świat, kiedy dano znać, że Mazowiecką ulicą ku św. Alexandrowi maszeruje baterya bombardyerów pod kapitanem Nieszokociem. Było mniemanie, że i ta baterya, tak jak strzelcy konni, nie wiedząc o spisku, udaje się pod rozkazy w. xsięcia. [...] Czoło naszej kolumny zwróciło się ku nim w ulicę Mazowiecką. [...] Gdy się oba czoła oddziałów zetknęły, widoczne było zobopólne zadziwienie. [...] Artylerzyści nawzajem, z zachowanego między strzelcami porządku i ubrania zwykłego przy wystąpieniu, co więcej, z obecności na ich czele dowódców, znanych z uległości dla w. xsięcia, wnet spostrzegli zapewne, że wpadli między nie należących do spisku, że dostali się jakby w niewolę. Jakoż Krasiński rozkazał bateryi, której nie towarzyszyła żadna eskorta, pomaszerować w tył, i w. xsięciu przez adjutanta jako należącą do wiernych ją zameldował; strzelców zaś konnych skierował napowrót na Nowy Świat" . Informację o tym wydarzeniu zamieścił w swym pamiętniku również Ignacy Kruszewski: "Nierówny ubiór, różny skład kanonierów, osoby cywilne idące przy armatach i cała powierzchowność tej bateryi jasno okazywała, że należy do powstania. Generał Krasiński posunął się naprzód ku dowódzcy i uprzejmie przemawia: <<A to ty Nieszokoć przybywasz tu z twoją bateryą.>> <<Ja panie generale>>, ten odpowiada. <<A to dobrze, stań tam za kolumnami i czekaj!>> Nieszokoć zmieszany usłuchał rozkazu i poszedł z swą bateryą w tył za pułki kawaleryi".
Nieszokoć i jego artylerzyści trafili do obozu wielkiego księcia Konstantego. Tam podziękował im za "wierną służbę". Dzięki temu w raporcie do cara Mikołaja I mógł się szczycić, że część polskiej artylerii znajduję się po jego stronie. 